# Nicola Sanders
Nicola Clare Sanders (ur. 23 czerwca 1982 w High Wycombe) – brytyjska lekkoatletka, sprinterka, 3-krotna medalistka mistrzostw świata. W 2017 roku po dyskwalifikacji sztafety rosyjskiej przyznano sztafecie brytyjskiej, w której skład wchodziła również Sanders brązowy medal mistrzostw świata z Berlina, oraz mistrzostw świata z Daegu.

## Igrzyska olimpijskie
| Miejsce | Dzień       | Rok  | Miejscowość | Konkurencja        | Czas biegu  | Strata   | Zwycięzca          |
| ------- | ----------- | ---- | ----------- | ------------------ | ----------- | -------- | ------------------ |
| 7.      | 17 sierpnia | 2008 | Pekin       | bieg na 400 m      | 50,71 s     | –        | Christine Ohuruogu |
| [ 3 ]   | 22 sierpnia | 2008 | Pekin       | sztafeta 4 x 400 m | 3:22,68 min | + 4,14 s | Stany Zjednoczone  |

## Mistrzostwa świata
| Miejsce | Dzień       | Rok  | Miejscowość | Konkurencja        | Czas biegu  | Strata   | Zwycięzca           |
| ------- | ----------- | ---- | ----------- | ------------------ | ----------- | -------- | ------------------- |
| brąz    | 14 sierpnia | 2005 | Helsinki    | sztafeta 4 x 400 m | 3:24,44 min | + 3,49 s | Rosja               |
| srebro  | 29 sierpnia | 2007 | Osaka       | bieg na 400 m      | 49,65 s     | + 0,04 s | Christine Ohuruogu  |
| brąz    | 2 września  | 2007 | Osaka       | sztafeta 4 x 400 m | 3:20,04 min | + 1,49 s | Stany Zjednoczone   |
| 8.      | 16 sierpnia | 2009 | Berlin      | bieg na 400 m      | 50,45 s     | –        | Sanya Richards-Ross |
| [ 5 ]   | 23 sierpnia | 2009 | Berlin      | sztafeta 4 x 400 m | 3:25,16 min | + 7,33 s | Stany Zjednoczone   |
| 19.     | 28 sierpnia | 2011 | Daegu       | bieg na 400 m      | 52,47 s     | –        | Amantle Montsho     |
| [ 6 ]   | 3 września  | 2011 | Daegu       | sztafeta 4 x 400 m | 3:23,63 min | + 5,54 s | Stany Zjednoczone   |

## Mistrzostwa Europy
| Miejsce | Dzień       | Rok  | Miejscowość | Konkurencja        | Czas biegu  | Strata   | Zwycięzca        |
| ------- | ----------- | ---- | ----------- | ------------------ | ----------- | -------- | ---------------- |
| 6.      | 10 sierpnia | 2006 | Göteborg    | bieg na 400 m      | 50,87 s     | + 1,18 s | Wanja Stambołowa |
| 4.      | 13 sierpnia | 2006 | Göteborg    | sztafeta 4 x 400 m | 3:28,17 min | + 3,05 s | Rosja            |
| [ 7 ]   | 1 sierpnia  | 2010 | Barcelona   | sztafeta 4 x 400 m | 3:24,32 min | + 0,25 s | Niemcy           |
| 4.      | 1 lipca     | 2012 | Helsinki    | sztafeta 4 x 400 m | 3:26,20 min | + 1,13 s | Ukraina          |

## Rekordy życiowe
- 400 m (hala) – 50.02 s (2007) Rekord Wielkiej Brytanii, 9. wynik w historii światowej lekkoatletyki
- 400 m (stadion) – 49.65 s (2007)
- 400 m ppł. – 55.32 s (2006)